# Euchloe hyantis
Euchloe hyantis är en fjärilsart som först beskrevs av Edwards 1871.  Euchloe hyantis ingår i släktet Euchloe och familjen vitfjärilar. Inga underarter finns listade i Catalogue of Life.